# (3810) Aoraki
(3810) Aoraki ist ein Asteroid des Hauptgürtels, der am 20. Februar 1985 von den neuseeländischen Astronomen Alan C. Gilmore und Pamela Margaret Kilmartin am Mt John University Observatory (Sternwarten-Code 474) auf der Südinsel von Neuseeland entdeckt wurde.
Der Asteroid wurde nach dem Aoraki/Mount Cook benannt, dem mit 3724 m höchsten Berg Neuseelands, der auch unter der verkürzten Bezeichnung Mount Cook bekannt ist und das Zentrum des Mount-Cook-Nationalparks bildet.